# Nikola Corporation

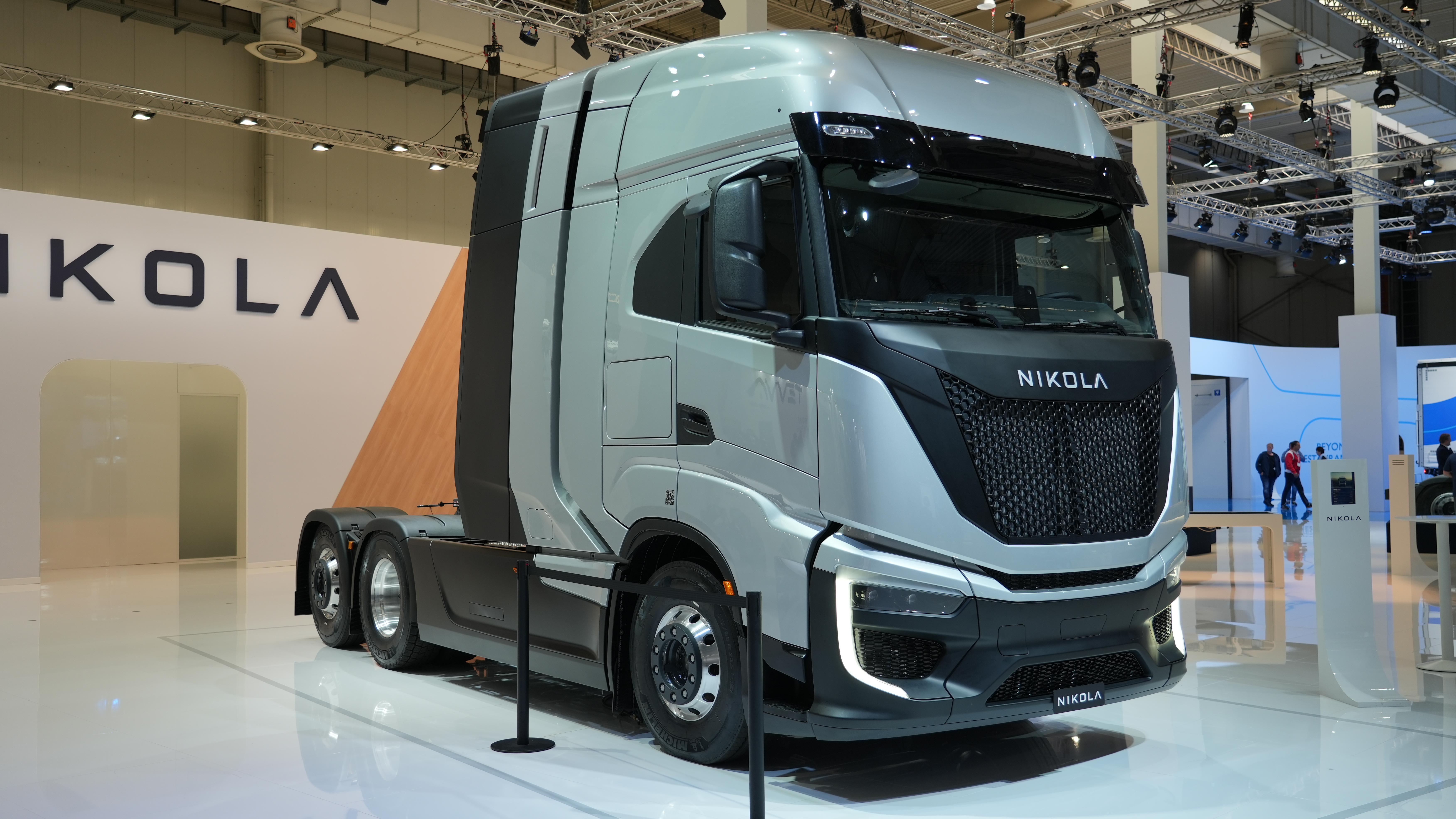
A Nikola nyerges vontatója

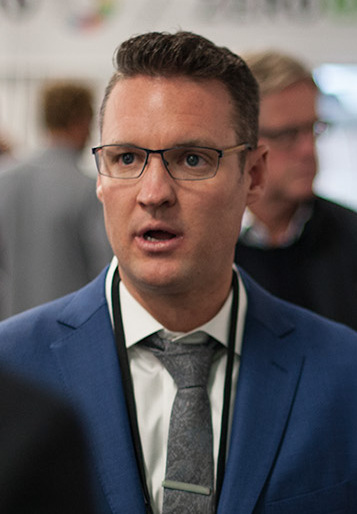
Trevor Milton

A Nikola Corporation egy amerikai gyártó, amely akkumulátoros-elektromos és üzemanyagcellás elektromos nehéz gépjárműveket és energetikai megoldásokat gyárt. 2016 és 2020 között több nulla károsanyag-kibocsátású járműkoncepciót mutatott be. A vállalat 2020. június 4-én lépett a tőzsdére. 2022 februárjában a vállalat 300 és 500 közötti szállítást tervezett első akkumulátoros-elektromos nyerges vontatójából - Nikola Tre néven - a vásárlóknak. 2021 decemberében a vállalat leszállította első két akkumulátoros-elektromos teherautóját.
2020 szeptemberében az Értékpapír- és Tőzsdefelügyelet és az Igazságügyi Minisztérium vizsgálatot indított értékpapírcsalás vádjával. 2021 júliusában az Egyesült Államok szövetségi esküdtszéke vádat emelt a Nikola alapítója és korábbi vezérigazgatója, Trevor Milton ellen, de nem emelt vádat a vállalat ellen. A vádirat Miltont három rendbeli bűnügyi csalással vádolta - amiért "hazudott az üzlet "szinte minden aspektusáról"" - és két rendbeli értékpapírcsalással, amely alapján 2022 októberében a bíróság bűnösnek nyilvánította. A Nikola nyilvánosan forgalmazott részvényei 3 dollár alá estek 2022 novemberére, miután 2020 közepén 65 dollár fölé emelkedtek, amikor ezzel a piaci értékelése meghaladta a Ford Motor Companyét.
A jóval nagyobb Tesla, Inc. vállalathoz hasonlóan a cég Nikola Tesla tiszteletére kapta a nevét, de nem áll rokonságban se a feltalálóval se a Tesla Inc. céggel. A Nikola Corporation székhelye az arizonai Phoenixben található.

## Története

### Alapítás (2014-2019)
A Nikolát Trevor Milton alapította 2014-ben a Utah állambeli Salt Lake Cityben.
2016-tól az első 5000 darab Nikola One hidrogénüzemű, de még motor és hajtás nélküli teherautó platformot a brit Fitzgerald Glider Kits tervezte megépíteni. 2019 márciusában a Nikola 23 millió dollárért megvásárolt egy 389 hektáros földterületet az arizonai Coolidge-ban, a jövőbeni állami és helyi adókedvezményekkel együtt. A Nikola 2019-ben közölte, hogy várhatóan 2020-ban megkezdődik a teherautógyár építése, 2021-ben megkezdik a teherautók gyártását, 2023-ra pedig évi 35-50 000 teherautót fognak gyártani.
2019 februárjában Mark Russellt vették fel a vállalat elnökének. Russell legutóbb a Nikola Corporation befektetőjének, a Worthington Industriesnak volt az elnök-vezérigazgatója.
2019 áprilisában a Nikola megtartotta a Nikola World rendezvényt az arizonai Scottsdale-ben. A kétnapos, hétközi rendezvényen egy nyilvános bemutató napot tartottak, amelyen bemutatták a Nikola Two teherautót, a Nikola Tre teherautót, a Nikola NZT UTV-t és a Nikola WAV vízi járművet.

### Tőzsdére lépés (2020)
2020 márciusában a Nikola bejelentette, hogy egyesülni kíván a VectoIQ Acquisition Corporationnel (VTIQ), egy tőzsdén jegyzett, speciális célú felvásárlási társasággal, amelyet a General Motors (GM) korábbi alelnöke, Steve Girsky vezet. Ennek eredményeképpen az egyesült vállalatot a NASDAQ tőzsdén NKLA tickerjelzéssel jegyezték. Az egyesülés részeként Trevor Milton alapító és vezérigazgató címe vezérigazgatóról ügyvezető elnökre változott, Mark Russell, a Nikola elnöke pedig elnök-vezérigazgató lett. 2020. június 4-én, egy nappal az egyesülés lezárása után, a Nikola részvényeivel elkezdtek kereskedni. Június 9-ig a részvények több mint kétszeresére emelkedtek a kereskedés kezdete óta, mivel a befektetők továbbra is az elektromos közlekedésben rejlő növekedési potenciálra tettek. Június végén a Nikola megkezdte a foglalásokat a Badger nevű pickupra, annak ellenére, hogy a prototípust még be sem mutatták a nagyközönségnek.
A vállalatot 2020 augusztus elején 13 milliárd dollár körüli értéken értékelték, ehhez képest 2020 első hat hónapjában elért bevétele 80 000 dollár volt (ebből 36 000 dollár Milton vezérigazgatónak szánt napelemes létesítmények telepítésének tulajdonítható).
2020. szeptember 8-án a Nikola és a GM bejelentette, hogy partnerséget köt, amelynek keretében a GM 11%-os részesedést szerez a Nikolában (a bejelentés idején körülbelül 2 milliárd dollárra értékelve). A GM emellett jogot szerezne arra, hogy egy tagot jelölhessen a Nikola igazgatótanácsába. Cserébe a GM beleegyezett, hogy a gyártási létesítményeit használja a Badger gyártásának megkezdéséhez, valamint üzemanyagcellákat és akkumulátorokat szállít a Nikola számára világszerte. A Nikola részvényei a bejelentést követően 50%-kal ugrottak.

### 2022-jelenleg
2022 augusztusában a Nikola bejelentette, hogy felvásárolja a Romeo Power akkumulátorgyártó céget.. 2022. augusztus 4-én jelentették, hogy a Nikola 48 járművet szállított le a kereskedőknek, és 18,1 millió dolláros bevételt jelentett. 2022 szeptemberében mind a 93 Tre Class 8-as akkumulátoros-elektromos járművét visszahívták a biztonsági övrögzítő szerelésével kapcsolatos probléma miatt. 2022 októberében a Nikola közzétette, hogy befejezte a Romeo felvásárlását, és "várakozással tekint az előttünk álló lehetőségek megvalósítása elé". 2022. augusztus 4-én a Nikola bejelentette, hogy a Romeo Power felvásárlása befejeződött.
2023 júniusában a Nikola egyik teherautója kigyulladt a székhelyén, mivel hűtőfolyadék szivárgott az akkumulátorcsomagjában. 2023 augusztusában egy második teherautó akkumulátorcsomagja meghibásodott, ami miatt a vállalat bejelentette, hogy visszahívja az összes addig gyártott akkumulátoros-elektromos teherautóját (összesen 209-et). A visszahívás azonban nem érintette a Nikola nemrégiben megjelent hidrogén üzemanyagcellás teherautóit. Az akkumulátoros-elektromos teherautók értékesítését is felfüggesztette, amíg a javítás elérhetővé nem válik.
2023. szeptember 4-én egy harmadik teherautó gyulladt ki az Arizona Lithium nevű vállaltnál az arizonai Tempe-ben, szeptember 8-án pedig egy negyedik teherautó gyulladt ki a Nikola phoenixi székhelye közelében.
2023. december 18-án Trevor Miltont, a Nikola Corporation alapítóját négy év börtönbüntetésre ítélték csalásért.
2025-ben a vállalat csődöt jelentett.